# 我曾有夢
《我曾有夢》（英語：I Dreamed a Dream）是一首來自音樂劇《悲慘世界》的歌曲，為劇中角色法天妮（Fantine）於第一幕演唱的獨唱歌曲。這首歌由克勞德-米歇爾·勳伯格作曲，由John Cameron負責管弦樂編曲。歌曲出自阿兰·鲍伯利所寫的法語歌劇劇本，後由Herbert Kretzmer翻譯至英語。
這首歌曲是一首哀歌，演唱角色法天妮當時十分痛苦、垂死和很貧窮，並回想起以往的美好時光。

## 歷史
《我曾有夢》原出於1980年於巴黎公開的作品，當時名為（法語，意譯「我曾夢過另一人生」），由Rose Laurens演唱。首個英語的《孤星淚》於1985年10月在倫敦西區劇院公演，法天妮一角由Patti LuPone飾演。
她在1993年發行的專輯《Patti LuPone Live!》收錄了這首歌。
這套音樂劇於1987年3月在紐約百老匯劇院上演，法天妮一角由Randy Graff飾演。其後在1988年的美國巡迴演出以及1990年於百老匯的公演，該角色由Laurie Beechman飾演。她的專輯《Listen to My Heart》也收錄了這首歌。在《完整交響樂錄音》（Complete Symphonic Recording），這首歌由Debra Byrne演唱。在1995發行的《十周年音樂會錄音》（Tenth Anniversary Concert Recording），這首歌由Ruthie Henshall演唱。在百老匯的重演，法天妮曾分別由Daphne Rubin-Vega（2006年至2007年）、莉亞·莎隆嘉（2007年）和Judy Kuhn（2007年至2008年）飾演。
這套音樂劇（以及這首歌曲）曾被翻譯為21種語言，包括日語、希伯來語、冰島語、挪威語、捷克語、波蘭語、愛沙尼亞語等等；此外也有31個不同劇組的錄音版本。倫敦劇組的版本在英國被認證為三白金，銷量超過90萬張；於美國被認證為白金，銷量更超過百萬。百老匯劇組的版本在美國獲得四白金，銷量超過400萬。其餘四個版本都被認證為金。

## 蘇珊·波伊爾版本
2009年4月，蘇格蘭歌手蘇珊·波伊爾在英國選秀節目《英國達人》第三季中演唱了《我曾有夢》，令這首歌再受到注目。波伊爾的表現使節目的三位评审皮爾斯·摩根、Amanda Holden和西蒙·高維爾一致同意她進入下一回合，摩根說這是他在節目的三年中裏給的最大的「Yes」（節目中以Yes表示支持參賽者晉級）。波伊爾的偶像伊蓮·佩姬其後也表示有興趣与她合唱。這集节目的收視率十分高，波伊爾的演唱片段在YouTube上的觀看次數在上載首月就已達幾百萬次。在同年5月30日的決賽中，她再次演唱《我曾有夢》，最終取得第2位，敗給跳舞組合Diversity。現今一般認為，這首歌是她走上明星之路的起始點，亦有助提升其專輯《我曾有夢》的銷量。该專輯是英國售卖最快的出道專輯之一，该專輯在美國的首周銷量也高達70.1萬張，打破個人女藝人的出道銷售紀錄。
波伊爾的演出在英國獨立電視台於4月播映後，倫敦劇組中由LuPone演唱的版本下載次數同时增加，成功進入英國和美國多個音樂排行榜。該歌曲分別於美國《告示牌》的熱門下載歌曲榜（Hot Digital Songs）和告示牌百強單曲榜上取得第61位和第20位。此外，同年4月25日，該歌曲亦於英國單曲排行榜取得第45位。

## 外部連結
- 《悲慘世界》官方網站 （页面存档备份，存于）
- 蘇珊·博伊爾於《英國達人》決賽的演唱片段 （页面存档备份，存于）